# Energia potencial gravitatòria

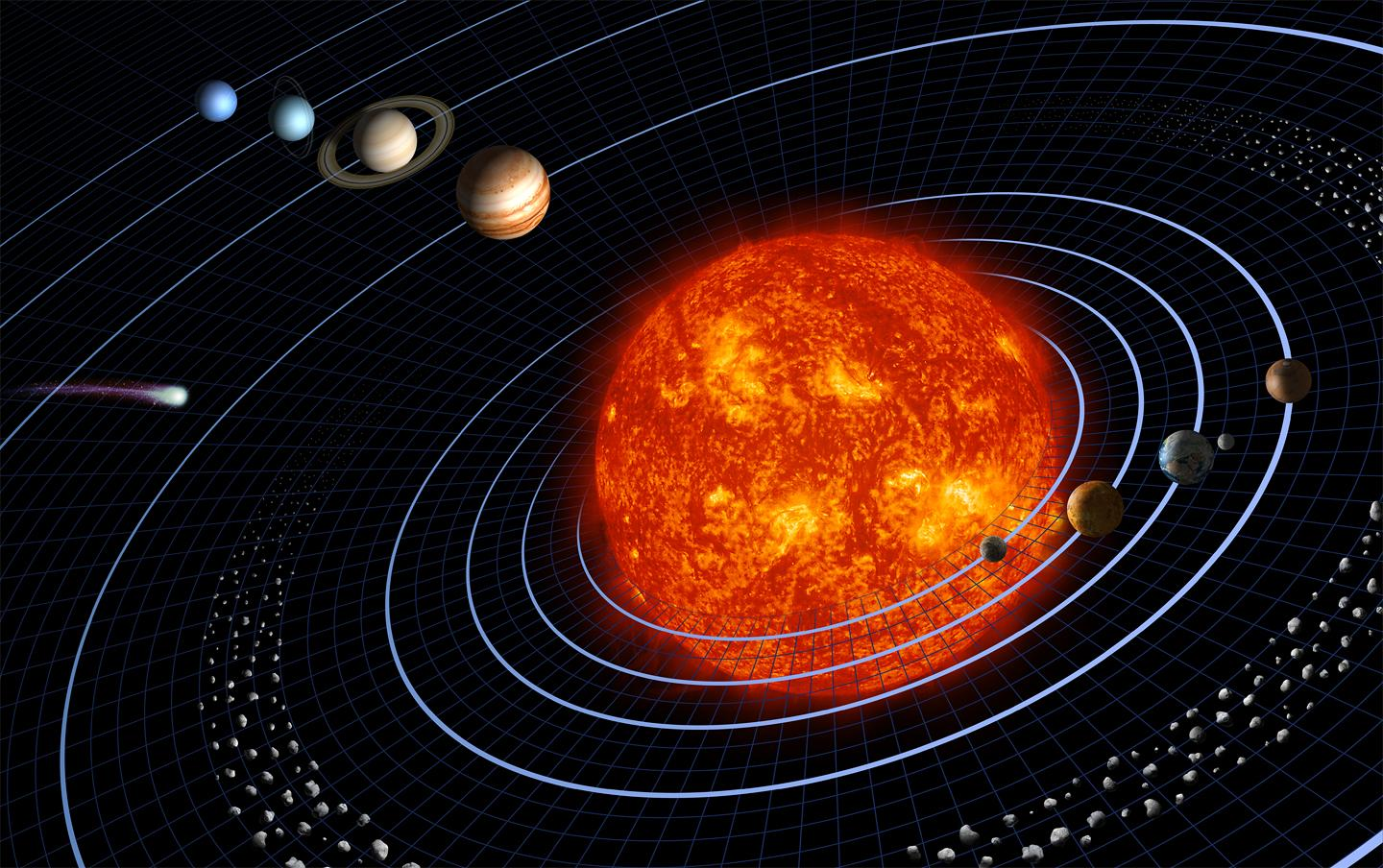
La força gravitatòria manté els planetes en òrbita al voltant del sol.

L'energia potencial gravitatòria és l'energia potencial associada al camp gravitatori. Aquesta varia segons la distancia entre dos objectes amb massa.
Els quàsars generen i emeten la seva energia des d'una regió molt petita. L'emissió de grans quantitats d'energia a partir d'una petita regió requereix una font d'energia molt més eficient que la fusió nuclear que alimenta estrelles. L'alliberament d'energia gravitacional per la matèria que cau cap a un forat negre massiu és l'únic procés conegut que pot produir tan alta energia contínuament. Les explosions estel·lars (supernoves i esclat de raigs gamma) poden fer-ho, però només durant unes poques setmanes.

## Definició
- Cas general. L'energia potencial gravitatòria VG d'una partícula material de massa m situada dintre del camp gravitatori terrestre ve donada per:

{\displaystyle U_{G}(r)=-{\frac {GMm}{r}}}
On:
{\displaystyle r\,} és la distància entre la partícula material i el centre de la Terra,
{\displaystyle G\,} és la constant universal de la gravitació,
{\displaystyle M\,}és la massa de la Terra. Aquesta és la fórmula que es necessita emprar, per exemple, per a estudiar el moviment de satèl·lits i míssils balístics.
- Cas simplificat. Es pot aplicar quan la distància recorreguda per un mòbil és petita respecte del radi de la Terra, cosa que succeïx en la majoria de les aplicacions usuals (tir parabòlic, salts d'aigua, etc.). Així, si anomenem R el radi de la Terra i h l'altura sobre la superfície de la Terra tenim:

{\displaystyle \Delta E_{p}=E_{p2}-E_{p1}=GMm({\frac {1}{R+h_{1}}}-{\frac {1}{R+h_{2}}})=GMm{\frac {h_{2}-h_{1}}{R^{2}+R(h_{2}+h_{1})+h_{1}\cdot h_{2}}}\approx {\frac {GMmh}{R^{2}}}=mgh}
Per a altures molt petites en comparació amb el radi de la Terra, podem aproximar {\displaystyle R^{2}+R(h_{2}+h_{1})+h_{1}\cdot h_{2}\approx R^{2}}. Si, a més, es considera que l'altura del sòl és h1 = 0, llavors l'energia potencial a una altura h₂ = h serà simplement {\displaystyle E_{p}=mgh}.

## Causa
L'energia potencial gravitatòria es deu a la posició respecte a la de terra pres com a referència. Per exemple, al saltar una persona sobre un trampolí de tres metres d'altura, aquesta té 3 vegades més energia que en un trampolí d'1 metre. L'energia potencial que depèn de l'altura es diu energia potencial gravitatòria. El pes determina també la quantitat d'energia potencial gravitatòria que té un objecte. Per exemple, una persona té més energia potencial gravitatòria si carrega una motxilla pesada que si en carrega una de lleugera.
Si bé la força gravitacional varia amb l'altura, en les proximitats de la superfície terrestre la diferència és molt petita com per ser considerada, per la qual cosa es considera l'acceleració de la gravetat com una constant. A la Terra per exemple, l'acceleració de la gravetat és considerada de 9,8 m/s² arreu. En canvi a la Lluna, la gravetat és molt inferior, on es generalitza el valor d'1,66 m/s².

## Mecànica newtoniana
D'acord amb la mecànica clàssica, entre dues o més masses (o altres formes de quadrimoment) existeix una energia potencial gravitatòria. La conservació de l'energia requereix que aquesta energia del camp gravitatori sigui sempre negativa.

## Relativitat general
En relativitat general l'energia gravitacional és extremadament complexa, i no hi ha una única definició acordada del concepte. De vegades es modela a través del pseudotensor Landau-Lifshitz que permet les lleis de conservació d'energia-moment de la mecànica clàssica que s'han de conservar. L'addició de l'afer tensor d'energia-moment als resultats del pseudotensor Landau-Lifshitz en una qüestió combinada més pseudotensor d'energia gravitacional que té una fuita de divergència-4 en tots els marcs; la divergència de fuita garanteix la llei de conservació. Alguns s'oposen a aquesta derivació sobre la base que els pseudotensors no són apropiats en la relativitat general, però la divergència de la matèria combinada més pseudotensor d'energia gravitacional és un tensor.